# Mares-Forest-Nationalpark
Der Mares-Forest-Nationalpark ist ein Nationalpark im Zentrum des australischen Bundesstaates New South Wales, etwa 130 km westlich von Sydney und 50 km nordöstlich von Goulburn.
Der 2559 Hektar große Park liegt westlich des Wollondilly River zwischen dem Blue-Mountains-Nationalpark im Norden und dem Tarlo-River-Nationalpark im Süden.  Er besteht aus einem größeren südwestlichen Teil und einem sehr viel kleineren nordöstlichen Teil.